# Jacques Morgantini

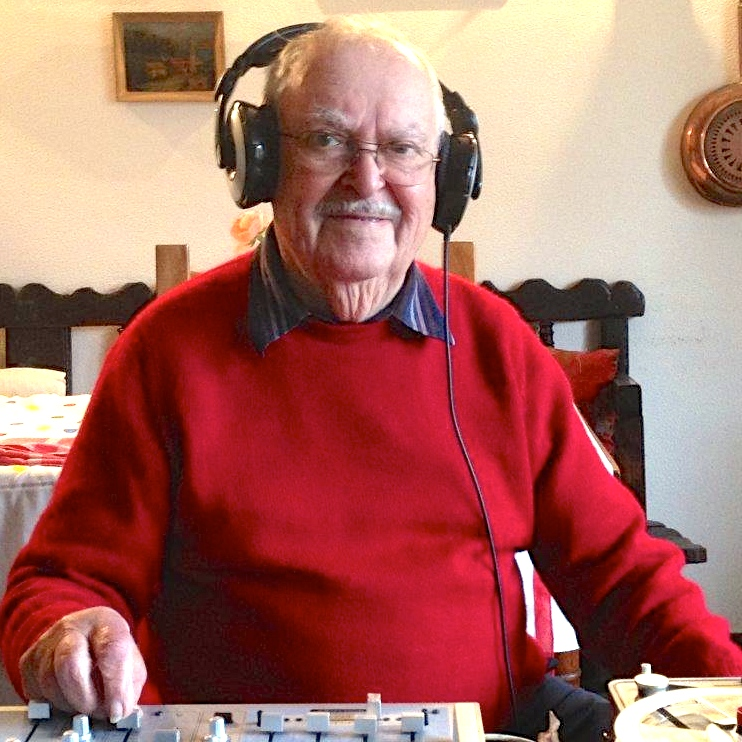
Jacques Morgantini, 2014

Jacques Morgantini (* 21. Februar 1924 in Montbéliard; † 2. Dezember 2019) war ein französischer Aufnahmeleiter, Promoter und Musikhistoriker im Bereich des Blues und frühen Jazz.
Jacques Morgantini war 22 Jahre (an der Seite von Hugues Panassié) Vizepräsident des Hot Club de France; 1945 gründete er den Hot Club de Pau. In verschiedenen Studios in Frankreich und der Schweiz war er Aufnahmeleiter für das Label Black & Blue. Dabei entstanden Aufnahmen von Blues- und Jazzmusikern wie Arnett Cobb, Jimmy Dawkins, Tiny Grimes, Luther Johnson, Jay McShann, Jimmy Rogers, Otis Rush und Koko Taylor. Er arbeitete ferner für die Label Isabel Records, RCA Victor, Frémeaux et Associés und EPM Musique. Morgantini nutzte die Gelegenheit, um seine eigenen Tourneen zu organisieren und rekrutierte mehrere Chicagoer Künstler. Er nahm einige der Künstler als Leader und Sidemen auf, sowohl live als auch im Studio, etwa Roy Gaines, Lionel Hampton, Pinetop Perkins, Johnny Shines und Hubert Sumlin. Seine letzte Produktion war die 2013 erschienene Kompilation The Chicago Blues Box: The MCM Records Story.
In seinem Haus veranstaltete er eine Reihe von Privatkonzerten mit Musikern wie Count Basie, Magic Slim, Freddie Below und Jimmy Dawkins. Des Weiteren schrieb er Liner Notes für eine Reihe von Kompilationen u. a. der Musik von Louis Armstrong, Johnny Dodds, Duke Ellington, Hot Lips Page, Chick Webb und Cootie Williams. 2016 erschien der Dokumentarfilm Memoirs de Blues, herausgegeben vom Jazz Hot Club in Pau, der das reichhaltige Material zusammenstellt, das Jacques Morgantini und seine Frau Marcelle (die 2007 starb) in ihrem Haus in Pau jahrelang gesammelt haben.